# 鋼鉄三国志
『鋼鉄三国志』（こうてつさんごくし）は、鋼鉄三国志製作委員会の原案による日本のアニメ作品。

## 概要
「今をさかのぼること千八百年。我々が知る実際の中国史とは別の、もうひとつの時空の幻想古代中国」を舞台に、呉の国の青年剣士・陸遜伯言の活躍を描く伝奇アクション。中国の歴史絵巻「三国志」の世界観を受け継ぎながらも、ファンタジー的かつジュブナイル的要素を前面に押し出している。また、登場キャラクターは主役の陸遜をはじめとして皆美男揃いであり、「炎烈鎧」と呼ばれる特殊な武具を持った武将たちによる、超人的な戦闘アクションが特徴的である。

## 鋼鉄三国志プロジェクト
本作品は複数の企業体からなる製作委員会方式を取っており、特定の原作者が存在しない。また、『鋼鉄三国志プロジェクト』と称した企画集団によるメディアミックス戦略が幅広く展開されている。
アニメの放送開始に先行して、まず2006年11月よりKYO作画によるコミック版が連載開始、2007年1月には出演声優によるラジオ番組『宮野・遊佐の鋼鉄三国志らじお伝』が放送を開始。さらに同年4月、イベント『放送直前！鋼鉄三国志前夜祭〜集え六駿　駿逸なる風のもとへ〜』を開催するなど、本放送前から周到なマーケティングが行われていた。

## 登場人物
本作品の人名は姓 + 名 + 字で表記されているが、実際の古代中国における慣習とは異なる。本来は姓と名と字の三つを繋げて表記しない。また、一部の人名には作品オリジナルの字が設定されており、それについては以下に併記する。

### 呉
陸遜伯言（りくそん はくげん）
声 - 宮野真守 / 斎賀みつき（子供時代）
本作の主人公。代々玉璽を守ってきた陸家の嫡男だが、孫策伯符によって父親を殺され、玉璽をも奪われてしまう。
その後は諸葛亮孔明に拾われ、彼と共に旅をして来たが、彼の命により呉に仕官し、精鋭部隊「六駿（りくしゅん）」に任命される。
戦乱の世を嘆き、己の進むべき道を模索する、ひたむきでまっすぐな性格の持ち主。
赤い剣の炎烈鎧「紅閃」を武器としており、戦場で人々を剣一つで助ける姿から「深紅（くれない）の武者」と呼ばれる。
陸家没落の際に自身を拾い、育てた諸葛亮には深い恩義を抱いており、「師は私の全て」と言い切る程に盲信している。
そのため、彼の事になると周囲が見えなくなってしまう。そのために独断で行動をとってしまう事もしばしばあった。
しかし、蜀側に就いた諸葛亮の考えが分からず、彼の元を訪れ、直に真意を尋ねるものの、その真の目的の片鱗を知り、袂を分かつ道を選んだ。
だが、決別後もその事で幾度も悩んでおり、決別を完全に受け入れるまでには至っていない。煌星の光は赤色。
劉備を死へと追いやられた事で諸葛亮と決別するも、彼の真の意志を知り再び和解。しかし、玉璽に飲み込まれそうになった孔明を庇って自ら玉璽を取り込み、消滅した。
凌統公績（りょうとう こうせき）
声 - 斎賀みつき
呉将・凌操の一人息子。陸遜の弟分となり、彼の事を「兄貴」と呼び慕っている。陸遜と共に呉に仕官し、後に「六駿」に選ばれる。
無邪気で天真爛漫な少年だが、自分を一人前と認めてくれない父・凌操に対しては複雑な感情を抱いており、子供扱いされる事に不満を感じている。
しかしながら、父の強さには憧れており、彼を真似てか、髪を長く伸ばしている。
陸遜が誰よりも諸葛亮に妄信している様子に嫉妬心を抱く事もあり、陸遜の前では口にしないものの、彼を惑わし、腑抜け同然にした諸葛亮を内心憎く思いつつあった。
武器はブーメラン状の炎烈鎧「流星」で、小柄な体躯を活かした素早い攻撃を得意とする。
呉の三代目君主・孫権とは幼馴染の間柄で、孫権が君主に就任した現在も私的の場では友人として接している。
母親を早くに亡くしているため、料理は得意。煌星の光は青色。
父の仇である甘寧を討とうとしていたが孫権に諭され、一時は引き下がるものの、処刑前夜に猿の仮面を被り、甘寧への復讐を実行に移そうとしてしまう。
しかし、寸前のところで陸遜に止められたために未遂に終わってしまう。逆上して陸遜を退け、復讐を果たそうとしたが、孫権の言葉と父との最期の約束を思い出し断念。以降は和解しようと本人なりに努力しており、次第に憎しみを乗り越え、彼を仲間として認めるようになる。
劉備の冷気により氷漬けにされるが復活、呉を守るべく奮戦。五丈原の戦から3年後、魏と和平を結んだ孫権の護衛として魏を訪れる。
戦以降は長髪を切り、凌操と同じような服装に身を包んでおり、父と陸遜が彼に対して大きな影響を与えた事がわかる。
太史慈子義（たいしじ しぎ）
声 - 伊藤健太郎
呉の最強戦士で「六駿」のリーダー格。孫策の弟子のような存在で、かつて一騎討ちにて孫策に負けて以来、彼に心酔していた。
そのため、陸遜が孫策の死に居合わせていたため、初めは彼が孫策を殺したのではないかと疑っていたが、後にその疑念は払拭される。
その後は軍の任官試験を担当したり、教練合宿で陸遜達を鍛える事となる。
大斧の炎烈鎧「剛煉爆」を使う、生粋の武人。豪快な性格で、年若い陸遜達をからかう事もしばしばだが、時には迷走する陸遜を叱咤する事もあった。
左肩に古い傷跡があり、幾多の戦を経験してきたものとうかがえる。煌星の光は黄色。
六駿が呉へ帰還する際に、追ってきた関羽を足止めするために交戦。その最中に、戦場であった橋が崩壊し、命を落とした。
呂蒙子明（りょもう しめい）
声 - 石田彰
文官を志望していたが、何故か軍の任官試験を受ける事になった青年。しかしながら実力が無い訳ではなく、見事試験に合格し、呉に仕官する。
後に「六駿」の一人に任命される。
「六駿」の中では一番の常識人だが気弱な性格の持ち主。しかし、「へなちょこ」と挑発されると秘めた実力の片鱗を見せる。
武器は二振りの刀の炎烈鎧「双舞刃」で、一振りの刀に繋げることも可能。
文官志望だったものの、次第に武人として目覚めていく。
農民出身で家事を得意としているが、水が苦手で泳げない体質（教練合宿により多少は慣れた模様）。太史慈には尊敬と憧れの眼差しを向けている。
太史慈に後事を託され、孫権により呉の軍師に任命された。
任命後は、地の利を活かした戦法で関羽を捕らえる事に成功したり、軍資金節約のために奔走したりと軍師としての能力を発揮していく。
煌星の光は緑色。3年後も呉に身を寄せている。
唯一六駿の中でキャラクターソングがない（風紋でも歌っていなかった）。
甘寧興覇（かんねい こうは）
声 - 諏訪部順一
香作りが得意な弓の名手。元は江賊だったが、黄祖に打ち負かされた際にその心意気を見込まれ、彼の家臣となり弓を習う。
江賊時代から鈴を身につけており、鈴の音が存在を示すことから「鈴の甘寧」という異名を持つ。
口数が少なく、冷徹で不器用な性格だが、仲間を思う心は熱い。
黄祖が窮地に陥った際には我が身を投げうる程の忠誠を誓っており、凌操を殺めた後に呉に捕らわれ、黄祖の居場所を聞き出されても頑なに黙秘を貫き、出された食事に手をつけようともしない程だった。
口を閉ざしたまま何も語らなかったために処刑される事になっていたが、前日の夜に父の復讐に燃える凌統に連れ出される。
「（凌統には）自分を殺す権利がある」と潔く殺されようとしていたが、陸遜に助けられ、「主が道を誤った時にはその臣下には主を止める権利がある」という孫権の言葉を思い出す。処刑当日、処刑寸前に黄祖が襲撃し、その混乱に乗じて抜け出すも、擬似玉璽の影響で暴走する黄祖を断腸の思いで弓で射た。
その後は凌操を射殺してしまった事を周瑜に許され、魏に潜伏。呉へ帰参し、「六駿」の一人に任命される。弓型の炎烈鎧「珀鳳」を扱う。
敵であったはずの自分を許して貰った事から周瑜に対しては恩義を感じていた。
また、凌操を自ら手にかけた事による負い目からか、凌統の事を気にかけている節がある。煌星の光は橙色。
3年後は呉から去っていった模様。
諸葛瑾子瑜（しょかつきん しゆ）
声 - 遊佐浩二
諸葛亮孔明の実兄。この世界では珍しく、眼鏡と煙管を愛用しており、所謂オネエ言葉のような独特の話し方が特徴。
長ネギ。
陸遜達と共に軍の任官試験を受け合格、その後「六駿」の一人に任命される。
荒事は好まないが、実力は確かなもの。右手の甲の炎烈鎧「銀屍掌」から糸を発生させて攻撃する。ちなみにこれは網状にもできるため釣りもできる。
周瑜の策により、一時期は魏に寝返ったと思わせていた。呉を裏切ったと見せかけ、曹操に近づき、六駿の赤壁丸潜入時に捕らえる事に成功したが、あと一歩のところで失敗してしまう。
しかし、玉璽の力に選ばれた事で煌星を遂げ、陸遜らと共に赤壁丸を撃破する。
飄々とした性格だが、内面では偉大なる弟に対するコンプレックスと愛情との間で揺れ動いていた。そのためか、初めは陸遜にもあまり弟・諸葛亮について積極的に語ろうとしなかった。しかしながら、諸葛亮の動向には警戒しており、陸遜を見守っている。
孔明に直に対面し、弟の思惑を知るも、それに賛同出来ず、決別する。しかし、最後の最後で彼の真の目的に気づく事となる。煌星の光は黄緑色。
終盤で胸を貫かれ倒れた後、劉備に氷漬けにされるが、氷が解けたら何故か胸の傷は癒えていた。
3年後は甘寧同様、呉から去っていったと思われる。
孫権仲謀（そんけん ちゅうぼう）
声 - 生天目仁美
孫策の弟で、彼の死後呉の三代目君主となる。美少女のような容貌の持ち主で、立ち居振る舞いも女性的だが、性別は男である。
民の平穏を何より願い、命の重みを知る心優しい性格であり、戦を好まない。
玉璽を手にした事で好戦的になった兄を弟として止められなかった事を悔いている。
純粋なまでの優しさ故に戦いを憂い、時として主君としての立場を見失いかけるが、陸遜らに支えられ、次第に自己を確立させていく。
魏から同盟か開戦を迫られ、その選択に迷っていたが、陸遜や諸葛亮の進言を受け、玉璽を巡る争いに終止符を打つべく、ついに魏と戦う事を決意する。
幼馴染である凌統には、君主となった今も友人として接している。
五丈原の戦から3年後、魏と和平を結ぶ事に成功、凌統を連れ、魏を訪れる。
魯粛子敬（ろしゅく しけい）
声 - 野島健児
呉の文官で、外交官的役職である「特使」を務めている。以前に諸葛亮孔明と行動を共にしており、彼を信奉する者の一人。
後に、諸葛亮を連れ、呉に帰参する。諸葛亮に心酔する一方、自身の君主である孫権に対しては頼りなさを感じていた。
諸葛亮に自分を認めてほしいという気持ちは強く、その事に付け込んだ趙雲子龍に唆され、玉璽を盗み出してしまう。
しかし、趙雲は玉璽を手に入れるために魯粛を利用しただけにすぎず、最期は彼に命を狙われた孫権を庇って命を落とした。
周瑜公瑾（しゅうゆ こうきん）
声 - 三木眞一郎
呉の大都督。孫策に「二人で一つ」と言われるほどの親友であり義兄弟。孫策が玉璽の力を得た際に、その危険性を知らされており、それ故に感情に流されない立場を貫いている。
呉の為なら冷酷な手段もあえて辞さない冷徹な性格の持ち主だが、内面には激しさも持ち合わせている。
孫策の死後も、三代目君主に就任した孫権に付き従い、進言などを行っていた。
諸葛亮を危険視するも、その力は認めており、彼から擬似玉璽を手渡されている。
しかし、諸葛亮を討つ事も辞さないとする彼の考えから、陸遜は彼に反発し、魏から玉璽を奪還する際に独断行動をとってしまう。
その単独行動中に危機に陥った陸遜を助けるために疑似玉璽を使い、力尽きて戦死。
笛の名手でもあり、死後、彼の遺品となった笛は甘寧が形見として所持している。
孫策伯符（そんさく はくふ）
声 - 松本保典
呉の二代目君主。かつては民や家臣に慕われる大らかな名君であったが、呉を守るための力を求め、陸遜の父を殺害し玉璽を奪い取るなど暴走する。
その力を得てからは好戦的な性格に豹変してしまった。
親友でもある周瑜には篤い信頼を寄せており、義兄弟の契りも交わしている。また、玉璽の危険性に関しても警告を残していた。
魏の曹操の差し向けた暗殺者によって陸遜の眼前で暗殺されてしまう。この事により、実弟・孫権が彼の跡を継ぎ三代目君主となる。
武器は身の丈の半分以上を占める大剣の炎烈鎧「光覇」。
凌操公訣（りょうそう こうけつ）
声 - 井上和彦
呉の大将軍にして凌統の父。隻眼である。
血気盛んな息子・凌統とは対照的に、何事にも冷静沈着な性格だが、不器用という一点では父子共に共通している。
妻を早くに亡くし、一人で凌統を育てあげた。子煩悩だが息子への思いをあまり表に出さないため、凌統とは衝突する事が多かった。
凌統と同じくブーメラン状をした刀型の炎烈鎧「冥星」を使う。その腕前は岩を一刀両断する程。
黄祖軍を次々と打ち倒していたが、甘寧の放った矢から凌統を庇って戦死。死の間際、凌統に、憎しみで心を曇らせず、心や技を磨くよう言い残す。
彼の髪留めは孫権の手によって凌統に渡された。「公訣」は本作オリジナルのネーミング。

### 蜀
諸葛亮孔明（しょかつりょう こうめい）
声 - 子安武人
陸遜の師。陸遜と共に旅をして来たが、何故か彼に呉に仕官するよう命じ、自身は、陸遜が旅立った後に「三顧の礼」をもって蜀の劉備玄徳に仕える。
ドラマCD『我が師へ』では、まだ幼い陸遜にある質問をされたところ、恥らう姿も見せていた。
擬似玉璽を作り出す事ができ、黄祖・周瑜に渡した。その後、劉備たちと出会い呉に向かう。
類稀なる知性と妖しいまでの美しさを併せ持つ天才軍師で、陸遜をはじめ、彼を信望する人間は多い。
また、呉の遺跡「七星壇」により遠くの様子を知ったり、雷を落とすなど、その力は計り知れない。
いかなる状況でも冷静さを崩さないが、愚かで醜い心を持つ人間達に憎悪と失望を抱き、世の破滅を望んでいる。
自身が仕える身でもある劉備も、彼の駒の一つに過ぎない。
実は、「究極の光」に選ばれた陸遜に対し、「究極の闇」に選ばれてしまった人物。紅い妖星を止めるのに必要な究極の光を生み出すには、「究極の闇」の存在が不可欠であるために敢えて悪の道を進んでいた。玉璽に取り込まれ消滅する運命にあったが、弟子である陸遜が彼を庇って玉璽を取り込み消滅。その後は一人呉を立ち去り、どこかへ旅立っていった。
劉備玄徳（りゅうび げんとく）
声 - 佐藤利奈
漢の中山靖王の末裔で、後に、孔明・関羽・張飛と共に蜀を建国し、君主となる。本作では一般的な劉備のイメージとは異なる、可憐な美少年の風貌をしている。
天真爛漫で子供っぽい性格だが、多少、自己中心な部分も見られる。争いの原因にもならず、人々を喜ばせるという理由から、花を何より好み、花畑のためならば集落を焼き払うことも辞さない。
関羽、張飛らとは義兄弟の契りを結んでおり、彼らに寄せる信頼は厚い。一方で、諸葛亮に魅入られ、彼の姿を追い求めるようになる。
しかし、二人は諸葛亮に唆され、ついには擬似玉璽による暴走で死亡。
悲しみに沈む中、諸葛亮から「関羽と張飛は陸遜に殺された」と偽りの情報を教えられた事で陸遜に強い憎悪を抱き、玉璽の力に手を染め各国を襲う。
その力は六駿ですら太刀打ち出来ない程に凄まじく、ついには陸遜と孫権をも追い詰めるが、陸遜の説得により心を取り戻す。
しかし、最期は諸葛亮によってその命を絶たれてしまう事となった。
関羽雲長（かんう うんちょう）
声 - 大川透
忠義と礼節を重んじる武将。元は農家の出身。擬似玉璽により煌星状態になれる。
劉備を大器の持ち主であると考え、彼に忠実に付き従っている。諸葛亮に夢中となっていく劉備を案じつつも彼への忠誠を貫き続ける。
呉に捕らえられるも、孫権の計らいにより、農家の出身である事を買われ、農耕指導を依頼されるが、関羽を追って呉に侵入してきた張飛を止めるため、断ってしまう。
身を挺して張飛の暴走を止める事に成功するが、命を落とす。
張飛益徳（ちょうひ えきとく）
声 - 小野坂昌也
豪放磊落な性格の豪傑で、大の酒飲み。擬似玉璽により煌星状態になれる。
呉側に捕らえられた関羽を救出すべく、諸葛亮に唆される形で再び擬似玉璽の力に手を染めるが、関羽が我が身を犠牲にした事で沈静化した。
その後は諸葛亮に利用されている劉備を救うため、呉側に就こうとしたが、趙雲によって再び擬似玉璽の力に侵されてしまう。
最期は、自我を失いながらも自らの体を自分の手で貫き、消滅した。
趙雲子龍（ちょううん しりゅう）
声 - 杉山紀彰
口元を隠し、人を馬鹿にしたような態度をとるため陸遜からは警戒されているが、趙雲自身も諸葛亮の寵愛を受ける陸遜の事を嫌悪している。
擬似玉璽の煌星を扱える。
諸葛亮の真の腹心とも言える存在で、魯粛子敬に呉の玉璽を盗むよう唆したり、関羽や張飛を擬似玉璽で暴走させたりと、謀略方面で暗躍している。
ドラマCDでは、呂蒙にちょっかいを出そうとしていたが、心の広い呂蒙に苛つき、去っていった。(ただ趙雲本人は楽しかったと話している。)

### 魏
曹操孟徳（そうそう もうとく）
声 - 三ツ矢雄二
魏の君主。呉の領地を虎視眈々と狙っている。「おじゃる言葉」を操る、怪しげな容姿の男。玉璽を持っていることを仄めかし、呉に和平か抗戦を迫っていた。巨大軍船・赤壁丸を建造し、呉を襲うも敗走する。その後、曹仁らを蜀へ侵攻させるが、失敗。擬似玉璽で暴走した劉備により壊滅的打撃を被った。
曹仁子孝（そうじん しこう）
声 - 岩崎征実
魏の臣下。曹操の一族出身であり、破壊を好む残酷な性格。蜀に侵攻したが、擬似玉璽により暴走した関羽と張飛の鬼神の如き戦いぶりを目の当たりにし、撤退した。
張遼文遠（ちょうりょう ぶんえん）
声 - 山口勝平
魏の武将。煌星者で、その実力は陸遜らを打ち負かす程。冷静沈着な性格で、曲者揃いの魏の中では唯一まともな人物でもある。擬似玉璽で暴走した劉備により魏が壊滅的打撃を受け、呉に警告をする。
曹丕子桓（そうひ しかん）
声 - 星野貴紀
曹操の息子。26話にて登場。
姜維伯約（きょうい はくやく）
声 - 佐藤ゆうこ
魏に住む少年。26話にて登場。陸遜に似た容姿だが、かつての凌統を彷彿とさせる天真爛漫な性格の持ち主。凌統に憧れており、彼の弟分になりたいと自ら申し出る。

### その他
黄祖元陽（こうそ げんよう）
声 - 置鮎龍太郎
夏口の君主にして甘寧の旧主。かつては知勇兼備の武将だったが、諸葛亮に唆されて擬似玉璽を手にした事により次第に精神を蝕まれ暴走し、部下の犠牲をも厭わない狂人と化していく。その強大な力により陸遜らを圧倒するが、人道を誤った主と感じた甘寧に宝玉を射られ、力尽き斃れた。
弓の名手であり、武器は黄色い剣。煌星の状態では右腕に鎧の様なものを身にまとい、先端のかぎ爪からエネルギー弾をとばす。その威力は呉の宮殿を半壊させる程。ちなみに「元陽」は本作オリジナルのネーミングである。

## キーワード
玉璽（ぎょくじ）
呉の陸家が代々密かに守り継いできた古代文明の宝にして、究極のエネルギー体。立方体の形をしている。炎烈鎧を持つ者の中で、玉璽の意思に選ばれしものが触れると自己の内なる力が呼び覚まされ、「煌星」と呼ばれる覚醒状態になることが出来る。
擬似玉璽（ぎじぎょくじ）
諸葛亮が作り出したまがいものの玉璽。能力は玉璽と変わらないが、非常に脆く、使い続ける度に、使用者の心を失わせ、狂人に変えていく。また、形も球状である。本物の玉璽と同じくらいの大きさだが、中には飴玉程度の小さいものも存在する。主に蜀側の人間が使用。「煌星の光」は紫色。炎烈鎧の宝玉を破壊されたり、命を落とした場合、肉体が消滅する事もある。
炎烈鎧（えんれつがい）
この世界の武将が持つ、特殊な武具。剣や槍など様々な形をしており、その全てに宝玉が備わっている。身に付ける事で多大な力を発揮するが、宝玉が壊された場合、戦闘不能に近い状態に陥ってしまう。量は多く、一般兵にも扱えるが、完璧に使いこなすには相当な腕前が求められる。
煌星（おうせい）
炎烈鎧を持つ者が玉璽の力により覚醒している状態の事。炎烈鎧は肩から腕を覆うアーマー状に変化し、その時まとう黄金の光を「煌星の光」という。力の無き者には扱うことが難しいが、使用者によっては究極の力を発揮する事が出来る。『六駿』はそれぞれの色が異なる。

## アニメ

### スタッフ
- 総監督 - えんどうてつや
- 監督 - 嵯峨敏
- シリーズ構成 - 高橋ナツコ
- キャラクターデザイン - 橋本浩一、塚本知代美、岡野幸男
- キャラクターコンセプト - 三条、朱鷺
- デザインワークス - 大河広行、小野隆嗣
- 美術監督 - 森元茂
- 美術コンセプトワーク - 大野安之
- 色彩設計 - 児玉尚子
- 撮影監督 - 桑良人
- 編集 - 後藤正浩
- 音響監督 - 平光琢也
- アフレコ監督 - 三ツ矢雄二
- 音楽 - 鳥山雄司
- プロデューサー - 三宅将典
- アニメーションプロデューサー - 植田もとき
- アニメーション制作 - ピクチャーマジック
- 製作 - NAS、コナミデジタルエンタテインメント

### 主題歌
オープニングテーマ「Nostalgia」
作詞 - HAYATO、TAKA / 作曲 - KIKU / 歌 - camino
エンディングテーマ「久遠」
作詞・作曲・編曲 - Alchemy+ / 歌 - 宮野真守

### 各話リスト
| 話数 | サブタイトル                             | 脚本                | 絵コンテ          | 演出       | 作画監督                             | 総作画監督                   |
| ---- | ---------------------------------------- | ------------------- | ----------------- | ---------- | ------------------------------------ | ---------------------------- |
| 1    | 在野の孔明、深紅の陸遜を江東に放つ       | 高橋ナツコ          | 嵯峨敏            | 嵯峨敏     | 清水勝祐 塚本知代美                  | 橋本浩一 塚本知代美          |
| 2    | 彷徨える陸遜、呉の都に孫権を見出す       | 高橋ナツコ          | 佐藤清光          | 佐藤清光   | 丸英男                               | 橋本浩一 岡野幸男            |
| 3    | 若き志士ども、江東の大地に集結す         | 高橋ナツコ          | 片貝慎            | 西村大樹   | 雨宮英雄 許安健                      | 橋本浩一 塚本知代美 岡野幸男 |
| 4    | 隻眼の勇者、戦士の道を凌統に託す         | 山下憲一            | 柳瀬雄之          | 大関雅幸   | 清水勝祐                             | 橋本浩一 塚本知代美 岡野幸男 |
| 5    | 嘆きの凌統、仇敵を求めて咆哮す           | 平見瞠              | 佐々木真哉        | 佐々木真哉 | 小野和寛 時矢義則                    | 塚本知代美                   |
| 6    | 鈴の甘寧、悲しき一矢を戦場に射る         | 渡邊大輔 高橋ナツコ | 高田淳            | 樋口洋介   | 川口弘明                             | 岡野幸男                     |
| 7    | 惑いし陸遜、師との再会に光を見る         | 高橋ナツコ          | 佐藤清光          | 佐藤清光   | 鈴木ひろみ 秋田英人                  | 塚本知代美                   |
| 8    | 諸葛孔明、論を以て呉の孫権を動かす       | 山下憲一            | 柳瀬雄之          | 布施康之   | 飯飼一幸                             | 岡野幸男                     |
| 9    | 若武者集いて、江東の山河に己を磨く       | 平見瞠              | 片貝慎            | 西村大樹   | 青木真理子                           | 塚本知代美                   |
| 10   | 曹孟徳、赤き壁を駆りて孫呉に迫る         | 猪爪慎一            | 川島宏            | 大関雅幸   | 小野和寛 清水勝祐                    | 岡野幸男                     |
| 11   | 呉の六駿、夜明けの長江に紅く煌く         | 猪爪慎一            | まついひとゆき    | 岡嶋国敏   | 小岩雄之 高橋敦子                    | 塚本知代美                   |
| 12   | 知略と鬼略、妖しき笛の音湖畔に木霊す     | 高橋ナツコ          | 柳瀬雄之          | 白石道太   | 青木美穂                             | 岡野幸男                     |
| 13   | 美周朗、戦野に立ちて陸遜を導く           | 高橋ナツコ          | 嵯峨敏 佐々木真哉 | 佐々木真哉 | 森前和也 楠本巨樹                    | 塚本知代美                   |
| 14   | 孫呉の慟哭、六駿鎮魂に揺らめく           | 平見瞠              | 渡辺正樹          | 西村大樹   | 武藤和浩                             | 岡野幸男                     |
| 15   | 憂いし陸遜、孫権の微笑に再起を誓す       | 山下憲一            | まついひとゆき    | 大関雅幸   | 鈴木ひろみ 秋田英人                  | -                            |
| 16   | 関羽の咆哮、陸遜を撃ちて覚悟を迫る       | 高橋ナツコ          | 影山楙倫          | 布施康之   | 青木美穂 後藤孝宏                    | 青木哲朗                     |
| 17   | 草庵の再会、師弟の深縁益州に交叉す       | 高橋ナツコ          | 丸藤広貴          | 中西陸     | 和田卓也                             | 岡野幸男                     |
| 18   | 桃園の義兄弟、蜀の山野にて絆の花を見る   | 山下憲一            | 金﨑貴臣          | 岡嶋国敏   | 高橋敦子                             | -                            |
| 19   | 猛き太史慈、中原の大地に仁王立つ         | 平見瞠              | 佐藤清光          | 矢野篤     | 藤原未来夫                           | 塚本知代美                   |
| 20   | 呉下の阿蒙、若き智を用いてその身を起こす | 高橋ナツコ          | まついひとゆき    | 大関雅幸   | 小野和寛 清水勝祐                    | 岡野幸男                     |
| 21   | 江陵の落日、武人の魂を侵奪す             | 猪爪慎一            | 嵯峨敏            | 西村大樹   | 武藤和浩                             | 塚本知代美                   |
| 22   | 劉備乱心、凍てつく陰となりて江東を彷徨う | 平見瞠              | 佐々木真哉        | 佐々木真哉 | 青木美穂 山本美佳                    | 岡野幸男                     |
| 23   | 雪原の孫仲謀、陸遜に従いて故国を脱す     | 猪爪慎一            | 佐藤清光          | 佐藤清光   | 鈴木ひろみ 島田英明                  | -                            |
| 24   | 劉備の落涙、新たな光明を野に示す         | 高橋ナツコ          | まついひとゆき    | 岡嶋国敏   | Young Sang Kuen Hey Lin Lee 山本美佳 | 岡野幸男                     |
| 25   | 陸伯言、紅き星落つ五丈原に舞う           | 高橋ナツコ          | 嵯峨敏            | 佐々木真哉 | 塚本知代美 高橋敦子                  | -                            |
| 26   | 深紅の魂、生ける志士どもを走らす         | 高橋ナツコ          | 金﨑貴臣          | 嵯峨敏     | 山本美佳                             | -                            |

第26話はテレビ未放送・DVD最終巻に収録（アニマックス放送時は26話まで放送）。

### 放送局
| 放送局         | 放送期間                | 放送日時                     |
| -------------- | ----------------------- | ---------------------------- |
| テレビ東京     | 2007年4月5日 - 9月27日  | 木曜 26時15分 - 26時45分     |
| テレビ大阪     | 2007年4月10日 - 10月2日 | 火曜 25時30分 - 26時00分     |
| テレビ北海道   | 2007年4月11日 - 10月3日 | 水曜 25時50分 - 26時20分     |
| テレビ愛知     | 2007年4月11日 - 10月3日 | 水曜 26時58分 - 27時28分     |
| テレビせとうち | 2007年4月12日 - 10月4日 | 木曜 25時28分 - 25時58分     |
| TVQ九州放送    | 2007年4月14日 - 10月6日 | 土曜 26時40分 - 27時10分     |
| AT-X           | 2007年6月6日 - 11月21日 | 水曜 10時30分 - 11時00分ほか |
| アニマックス   | 2010年3月4日 - 4月8日   | 月曜-金曜 23時30分-24時00分  |

## メディアミックス

### 漫画
コミック三国志マガジンVOL.12（コミックフラッパー2007年1月号増刊、メディアファクトリー）より連載開始。その後同誌は雑誌形態での販売を休止。本作品の連載はWebマガジン版に移行している。ストーリーはアニメとほぼ同じ展開だが、登場人物の中にはビジュアルが一部変更されている者もいる（凌統など）。
Yahoo!コミックでも一部が配信されており、メディアファクトリーからは1巻が発売。
- 原案：鋼鉄三国志製作委員会 / 作画：KYO
  - 第1巻 ISBN 978-4-8401-1919-1

### 小説
コナミノベルス 鋼鉄三国志〜呉書異説〜
ISBN 978-4-86155-183-3
アニメ本編の前日譚にあたり、周瑜伝、孫権伝、陸遜伝、太史慈伝、孫策伝の5つの物語が語られる。
- 著：妹尾ゆふ子 / イラスト：ことき

コナミノベルス 鋼鉄三国志〜六駿夜曲〜
ISBN 978-4-86155-184-0
陸遜と諸葛瑾、呂蒙と太史慈、凌統と甘寧など、六駿にスポットを当てた短編集。
- 著者：大代タカラ、平舞喜歩、五十鈴あやか / 監修：鋼鉄三国志プロジェクト / イラスト：ことき

### ドラマCD
本編では語られなかったエピソードに加え、キャラクターソングが収録されている。
- 鋼鉄三国志 外史想歌 第一伝 〜思慕〜
- 鋼鉄三国志 外史想歌 第二伝 〜六駿〜
- 鋼鉄三国志 外史想歌 第三伝 〜友愛〜

### 舞台
『鋼鉄三国志歌劇舞台～深紅の魂よみがえりしとき～』が2008年6月28日・29日にゆうぽうとホールにて行われた。内容は1回の公演で2種類で、第一部が舞台公演、第二部が声優トークショーとなっている。ほとんどのキャストは、舞台上の俳優に声優により声があてられている。
出演者
- 陸遜伯言 - 宮野真守（舞台出演＆声の出演）
- 凌統公績 - 栗原功平（舞台出演） / 斎賀みつき（声の出演）
- 太史慈子義 - 田中しげ美（舞台出演） / 伊藤健太郎（声の出演）
- 呂蒙子明 - 杉浦由悟（舞台出演） / 石田彰（声の出演）
- 甘寧興覇 - 中村康介（舞台出演） / 諏訪部順一（声の出演）
- 諸葛瑾子瑜 - 立花拓也（舞台出演） / 遊佐浩二（声の出演）
- 諸葛亮孔明 - 子安武人（声の出演）
- 姜維伯約（新キャラクター） - 若宮亮（舞台出演） / 佐藤ゆうこ（声の出演）
- 魏延文長（新キャラクター） - 髙木俊（舞台出演） / 小野大輔（声の出演）
- 馬岱伯瞻（新キャラクター） - 郷本直也（舞台出演＆声の出演）

スタッフ
- 演出：菅野臣太朗
- 脚本：高橋ナツコ

### ラジオ
ラジオ番組『宮野・遊佐の鋼鉄三国志〜らじお伝〜』が、文化放送で2007年1月6日から12月29日まで放送された。パーソナリティは、陸遜伯言役の宮野真守と諸葛瑾子瑜役の遊佐浩二。公式HPでも期間限定で配信されている。